# Nordbräu Ingolstadt
Die Nordbräu Ingolstadt GmbH & Co. KG ist eine Bierbrauerei in Ingolstadt, die auf das Jahr 1569 zurückgeht.

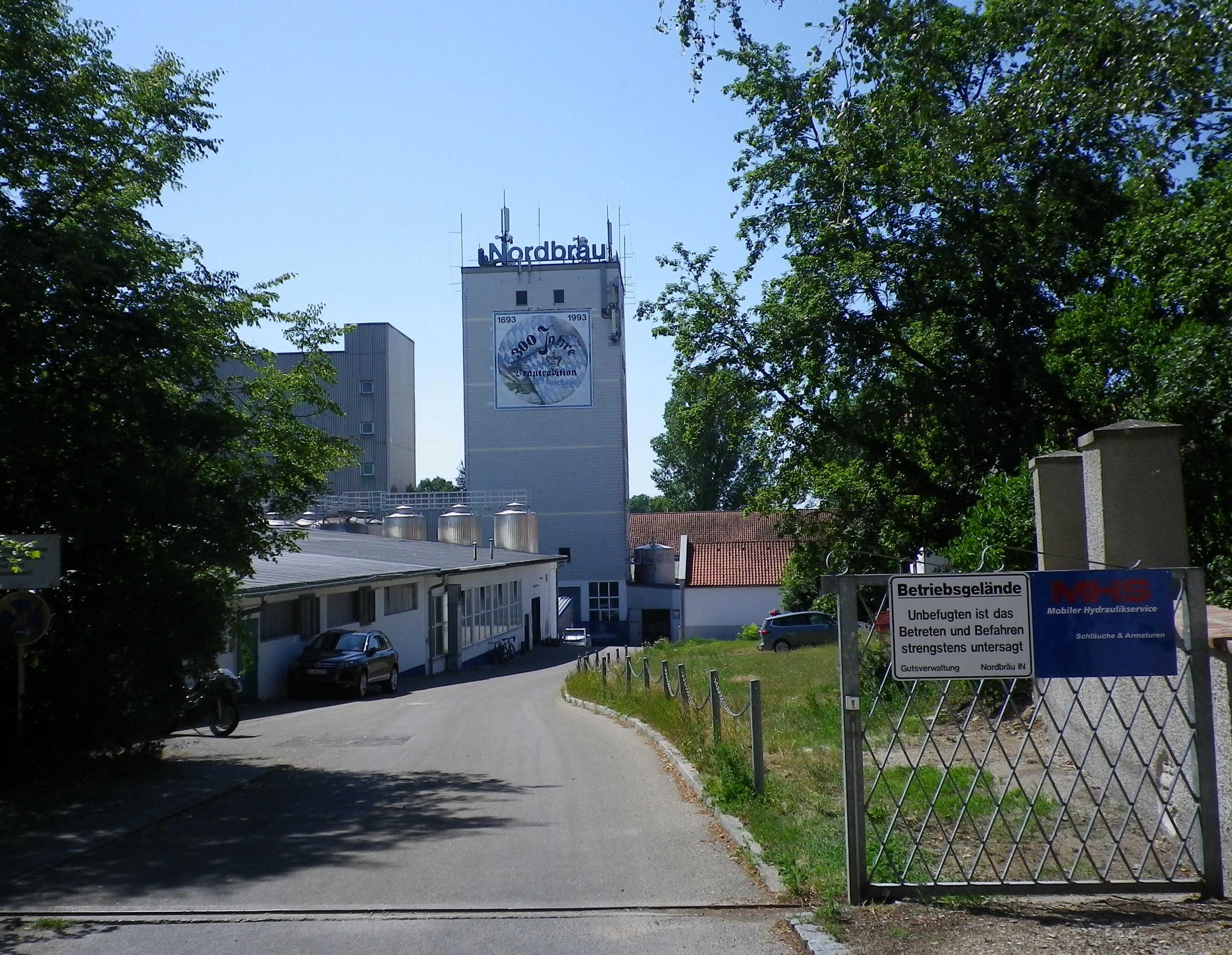
Brauerei Nordbräu in Ingolstadt

## Geschichte
Im Schloss Oberhaunstadt befand sich seit 1569 eine Brauerei. Ab 1693 brauten die Jesuiten im heutigen Nordbräu Braunbier. 1833 übernimmt die Familie Wittmann die Brauerei. 1865 übernahm die Brauerei Oberhaunstadt den Ziegelbräu in Ingolstadt, 1871 folgte der Lindermeierbräu. Mit der Eingemeindung Oberhaunstadts 1972 folgte die Umbenennung von Brauerei Oberhaunstadt in Nordbräu. Die Brauerei im Stadtteil Oberhaunstadt ist mit über 120 Mitarbeiter der größte Arbeitgeber im Ortsteil.

## Produkte
In der Brauerei werden folgende Biere hergestellt: 
| - Gutsbräu Hell - Nordbräu Iso-Weizen (alkoholfrei) - Nordbräu alkoholfreies Radler - Nordbräu alkoholfreies 93´ Weizen - Nordbräu Promillos (alkoholfrei) - Nordbräu Promillos extraherb (alkoholfrei) |  | - Nordbräu Dunkel - Nordbräu Anno Domini - Nordbräu Hell - Nordbräu Helles leicht - Nordbräu Privat Pilsener - Nordbräu Kellerbier Naturtrüb |  | - Nordbräu Eisbock - Nordbräu Weizenbock - Nordbräu 93´er (Weizen) - Nordbräu Edel-Weißes - Nordbräu Leichte-Weißes |  | - Nordbräu Schanzer-Weiße - Nordbräu Kellerbier-Radler - Nordbräu Radler - Nordbräu Russ - Nordbräu Cola-Weizen |

Des Weiteren produziert Nordbräu seit 1993 alkoholfreie Getränke unter der Marke Jesuiten-Quelle.

## Auszeichnungen
Die Brauerei Nordbräu wurde mehrfach mit der goldenen DLG-Medaille prämiert. 2010 wurde der Brauerei im Deutschen Hopfenmuseum das Brauring-Qualitätssiegel überreicht.